# Coca de llanda
Pour les articles homonymes, voir Coca.

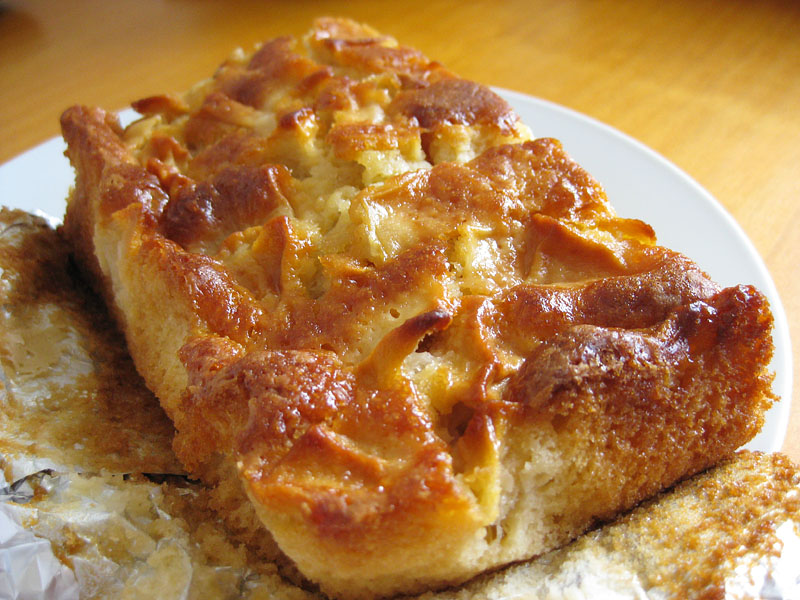
Coca de llanda.

Le coca de llanda est un gâteau valencien très populaire, dont la base est similaire à une génoise, parfumé au citron ou à l'orange (zestes), cuit au four dans un récipient duquel il tire son nom (que traditionnellement on appelait llanda) et similaire au tian.  Il se mange normalement au déjeuner. 

## Présentation
Le mot "llanda" veut dire fer-blanc (tôle à usage alimentaire) en Valencien. 
Le fer-blanc était le matériel lambda avec lequel on fabriquait les accessoires de cuisine à l'époque, et concrètement le récipient dans lequel on cuit ce gâteau.
Cependant, on peut le trouver sous différentes appellations tout le long de la région de Valence. Ainsi, dans le département de Valence on l'appelle "coca de llanda" ou "coca de mida" (mida = mesure en valencien, en référence au dosage des différents ingrédients), coca boba ou coca secreta dans le département sud, Alacant, coca mal feta ou coca de mida dans le département nord, Castellón. 